# 100% (musikalbum)
100% är ett studioalbum av Lotta Engberg, utgivet i mars 1988. Albumet spelades in i KMH Studio i Stockholm i Sverige i januari-februari 1988. Albumet placerade sig som högst på 17:e plats på den svenska albumlistan.

## Låtlista

### Sida A
| Nr | Titel                                                 | Låtskrivare                                       | Längd |
| -- | ----------------------------------------------------- | ------------------------------------------------- | ----- |
| 1. | "100%" (med Triple & Touch)                           | Torgny Söderberg, Monica Forsberg                 | 2:57  |
| 2. | "Do re me"                                            | Mikael Wendt, Anders Engberg, Christer Lundh      | 3:04  |
| 3. | "Två ska man va'" ("I'm Gonna Knock on Your Door")    | Aaron Schroeder, Sid Wayne, Christer Lundh        | 3:21  |
| 4. | "Lång natt mot gryning"                               | Lasse Holm, Ingela Forsman                        | 3:25  |
| 5. | "Fånga en vind" ("Rockin' Around the Christmas Tree") | Johnny Marks, Christer Lundh                      | 3:25  |
| 6. | "En liten mänska" ("I Maschi")                        | Gianna Nannini, Fabio Pianigiani, Monica Forsberg | 4:01  |

### Sida B
| Nr  | Titel                        | Låtskrivare                       | Längd |
| --- | ---------------------------- | --------------------------------- | ----- |
| 7.  | "Kan man gifta sig i jeans?" | Lasse Holm, Ingela Forsman        | 2:59  |
| 8.  | "Två blåa ögon"              | Peter Åhs, Ingela Forsman         | 3:05  |
| 9.  | "Ge mig ett hav"             | Göran Arnberg, Magnus Fermin      | 4:05  |
| 10. | "Pick och pack"              | Torgny Söderberg, Lena Philipsson | 3:08  |
| 11. | "Jag gör som jag vill"       | Lasse Westmann                    | 2:43  |
| 12. | "À la carte"                 | Göran Arnberg, Magnus Fermin      | 3:57  |

## Medverkande musiker
- Sång: Lotta Engberg
- Trummor och percussion prog.: Per Lindvall
- Bas: Rutger Gunnarsson
- Gitarr: Lasse Wellander
- Keyboards: Peter Ljung, Pedro Johansson
- Saxar: Anders Engberg, Erik ?
- Trumpet: Magnus Johansson, Leif Lindvall
- Tromboner: Olle Holmqvist
- Saxar: Anders Engberg
- Kör: Liza Öhman-Halldén, Lotta Engberg, Lilling Palmeklint, Lasse Westmann

## Listplaceringar
| Lista (1988) | Topplacering                |
| ------------ | --------------------------- |
| Sverige      | Sverige (Sverigetopplistan) |